# På sitt kors på Golgata Jesus dog för dig och mig
På sitt kors på Golgata Jesus dog för dig och mig ("On the cross of Calvary") är en sång från 1886 med text av Sarah Graham. Musiken är komponerad av William J. Kirkpatrick.
Första versen lyder 1943:
På sitt kors på Golgata,
Jesus dog för dig och mig;
Där han göt sitt dyra blod
För att draga oss till sig.
Reningskällan flödar än,
Varje synd borttager den.
Det var för mig, som Jesus dog
På sitt kors på Golgata
Refräng/Kör:
På Golgata, på Golgata
Det var för mig, som Jesus dog
På sitt kors på Golgata

## Publicerad i
- Nya Stridssånger 1889 som nr 16.
- Musik till Frälsningsarméns sångbok 1907 som nr 79.
- Frälsningsarméns sångbok 1929 som nr 518 under rubriken "Högtider och särskilda tillfällen - Långfredag".
- Frälsningsarméns sångbok 1943 som nr 521 under rubriken "Speciella sånger, Långfredag".
- Frälsningsarméns sångbok 1968 som nr 618 under rubriken "Högtider - Passionstid"
- Frälsningsarméns sångbok 1990 som nr 733 under rubriken "Fastan".